# 5388 Mottola
5388 Mottola este un asteroid din centura principală, descoperit pe 5 martie 1981, de H. Debehogne și G. de Sanctis.